# 那須ハイランドパーク

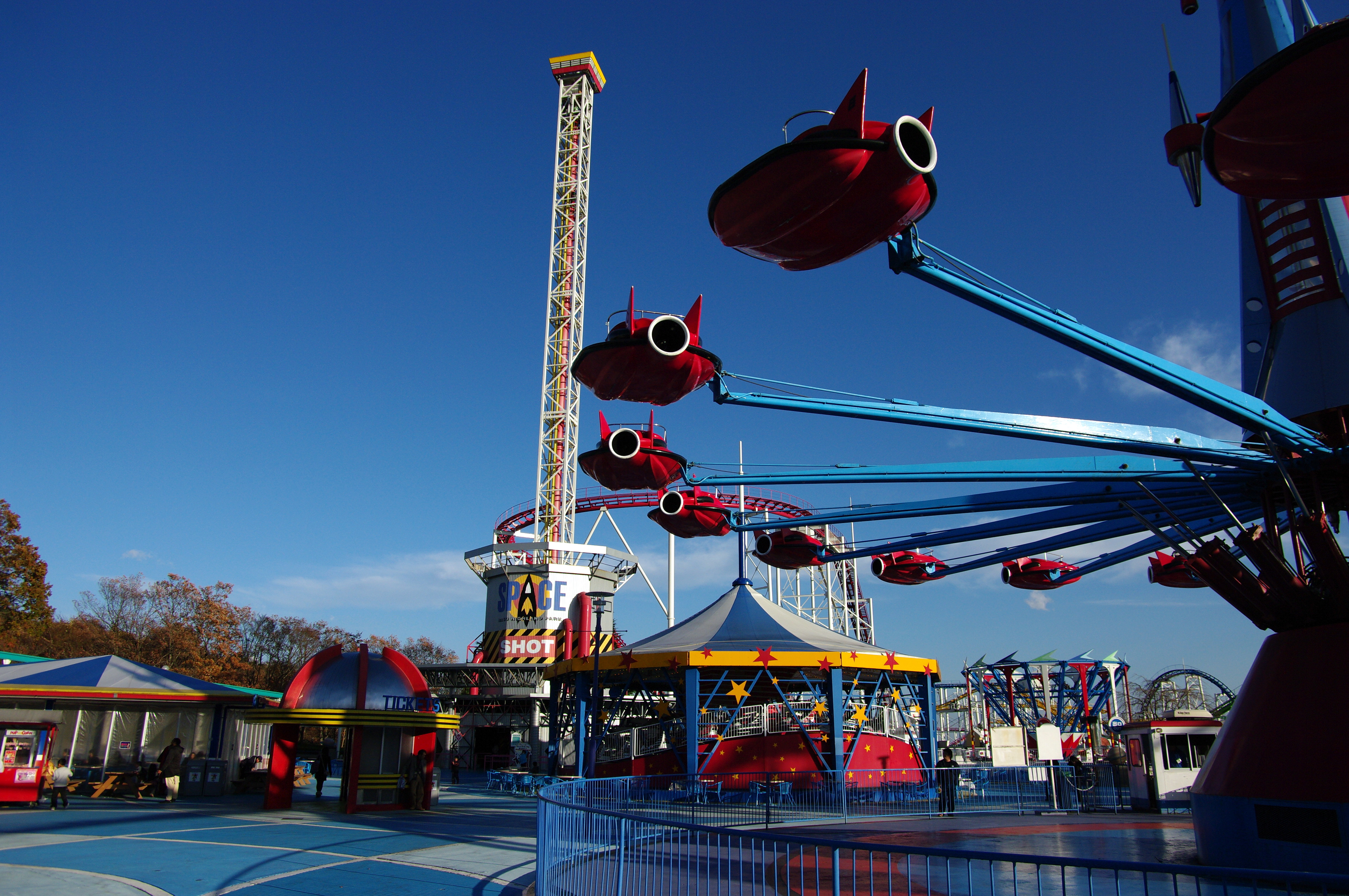
那須ハイランドパーク

那須ハイランドパーク（なすハイランドパーク）は、栃木県那須町にある北関東最大級の遊園地。略語は「那須ハイ」。

## 概要
運営会社は、隣接地で別荘地を販売・管理する藤和那須リゾート。様々なコースター系アトラクションを設置していることで有名で、2021年10月現在関東では最多の7機種を誇る。また、3歳未満の子供でも利用できるアトラクションが半数以上を占める。在京テレビ局の取材やデート・ドッキリ企画などの遊園地ロケで利用されることも多い。また、アーティストのMVの撮影もされることがある。毎年、1月中旬から2月末の期間は、閉園となるので注意が必要。
2016年に日本駐車場開発の完全子会社以後はコスプレ、痛車コンテストに力を入れている。

## アトラクション・園内施設

### コースタープラザ
- スピンターンコースター - 走行中、座席が自由に360度水平に回転するコースター。
- ビッグバーンコースター - 落下角度75度のファーストドロップと垂直ループのあるコースター。全長が短い割に巻き上げが遅い為、乗車時間は3分を要する。最高時速88.5km、全長657m、最大過重力4.8G[9]、最高地点38.4m、車両24人乗り6両編成、明昌特殊産業製[10]。
- ウォーターコースター - 名前に「コースター」とあるが急流滑り型のアトラクション。
- キャメルコースター悟空 - 園内最長のオーソドックスなコースター。
- ジャイアントゴーカート

### ギャラクシー&スタープラザ
- スペースショット - 垂直打ち上げ型のアトラクション。高さ58.4m、軌道全長56.9m、最高時速65km、最大過重力4G、定員12名。ロケットの打ち上げをイメージする形でエントランスホールを含む建屋から飛び出す構造としている[11]。
- スペースジェット
- スーパーバイキング - 元々は身長120cm以上で利用可だったが、2021年4月29日に身長110cmから利用出来る座席を新たに8席設けた。
- スカイバルーン
- スカイサイクル
  - VRスカイサイクル
- フライングサブマリン
- フラッシュダンス
- 恋人の聖地モニュメント
- ドッグラン

### トロピカーナパーク
- F2（エフ・ツー） - 360度宙返りやひねりを繰り返す吊り下がり式コースター。1995年導入、ベコマ製、全長662m、巻き上げ高30m、2人乗り10両編成[12]。
- オバケン　狭狂しい家（せまくるしいや） - ミッションクリア型ホラーアトラクション。
- GiGaMo（ギガモ） - 6層の立体迷路。
- アドベンチャーコースター「SHINPI」 - 地底探検をテーマにした屋内型コースター。
- ハローキティ&フレンズ　ポップンスマイル
- 大観覧車
- パラボ!
- リバーアドベンチャー - 激流下り型のウォーターアトラクション。
- レディ・バード

### 森と水のファンタジーランド
- パニックドライブ - 4人乗りの自動車型の車両が急旋回を繰り返す小型のコースター。3歳以上かつ身長100cm以上、小学生未満は保護者同伴で利用可。
- ミニトレイン - 3歳未満は保護者同伴で利用可。
- アラビアンメリー - 3歳未満は保護者同伴で利用可。
- ウーピーコースター - 既存の「ドラゴンコースター」を、那須ハイランドパークのキャラクター「ウーピー」がモデルのコースターにリニューアルされた。3歳以上、小学生未満は保護者同伴で利用可。
- ウーピーのトレジャーハンティング - 3歳未満は保護者同伴で利用可。
- ウーピー園長のあにまるふれんZOO! - 約20種の哺乳類や鳥類、ヘビとのふれあいや餌やり体験が可能。
- ファンカヤック - 夏休み期間の土日祝のみカヤック体験ができる。

### カルーセルパーク&ヴィクトリアガーデン
- アドベンチャーサファリ
- カルーセル
- ティーカップ - 3歳未満は、保護者同伴で利用可。
- ウェーブスインガーNEO - 同型の回転ブランコとしては日本初のペアシートを導入。シングル席、ペアシート席とも、3歳以上かつ身長120cm以上から利用可。
- フロッグホッパー - 3歳以上から利用可。
- ウォーターパレード - 3歳未満は、保護者同伴で利用可。
- リトルシップ
- カード迷路　ぐるり森大冒険
- レーザーミッション
- 小型犬用室内ドッグラン

### キングスコート
- 3Dシアター 「ディノサファリ2」
- ダークキャッスル
- ディノワールド
- イベント館

### ロックンロールプラザ
- XDダークライド
- VRライドシアター
- キッズパーク

### 自然体験ゾーン
- 渓流体験ゾーン - ニジマス釣りが体験できる。
- ワンちゃん遊歩道

## イベント
- キティラボ

ハローキティがテーマの回遊体験型イベント。2012年1月9日まで
- バンダイキャラクタートイスタジアム

2012年3月1日（木）から開催
- クレヨンしんちゃんワールド〜マンガ･アニメ･映画の世界を大冒険だぞ♪

2012年3月17日 - 2012年6月10日

## 宿泊施設
TOWAピュアコテージ
那須ハイランドパークオフィシャルホテル。
コテージだけでなく、貸別荘やグランピングなど200以上の客室を備え、多種多様な宿泊プランがある。
ペット同伴で宿泊できる部屋もある。
掛け流し露天風呂のある温泉や、テニスコート・サッカーグラウンド・ドッグラン等もあり、那須高原への旅行者やパーク来場者・学生の合宿等に利用されている。
食事プランも豊富で、夕食にはBBQ・しゃぶしゃぶ・すき焼き・季節の鍋会席があり、朝食には洋食レストランがある。
那須高原の景色や自然を感じられることが魅力。
なお、宿泊者は那須ハイランドパーク・りんどう湖ファミリー牧場の入園料が無料（アトラクション利用料別途）になる。
他にも、森の空中アスレチックNOZARUでの割引など周辺施設で使えるサービスも充実。
藤和那須ハイランド温泉
- 泉質 - ナトリウム・マグネシウム・カルシウムー炭酸水素塩・塩化物泉（低張性中性低温泉）
- 泉質別適応症（効能） - きりきず、末梢循環障害、冷え性、うつ状態、皮膚乾燥症
- pH - 6.3

## 公式キャラクター

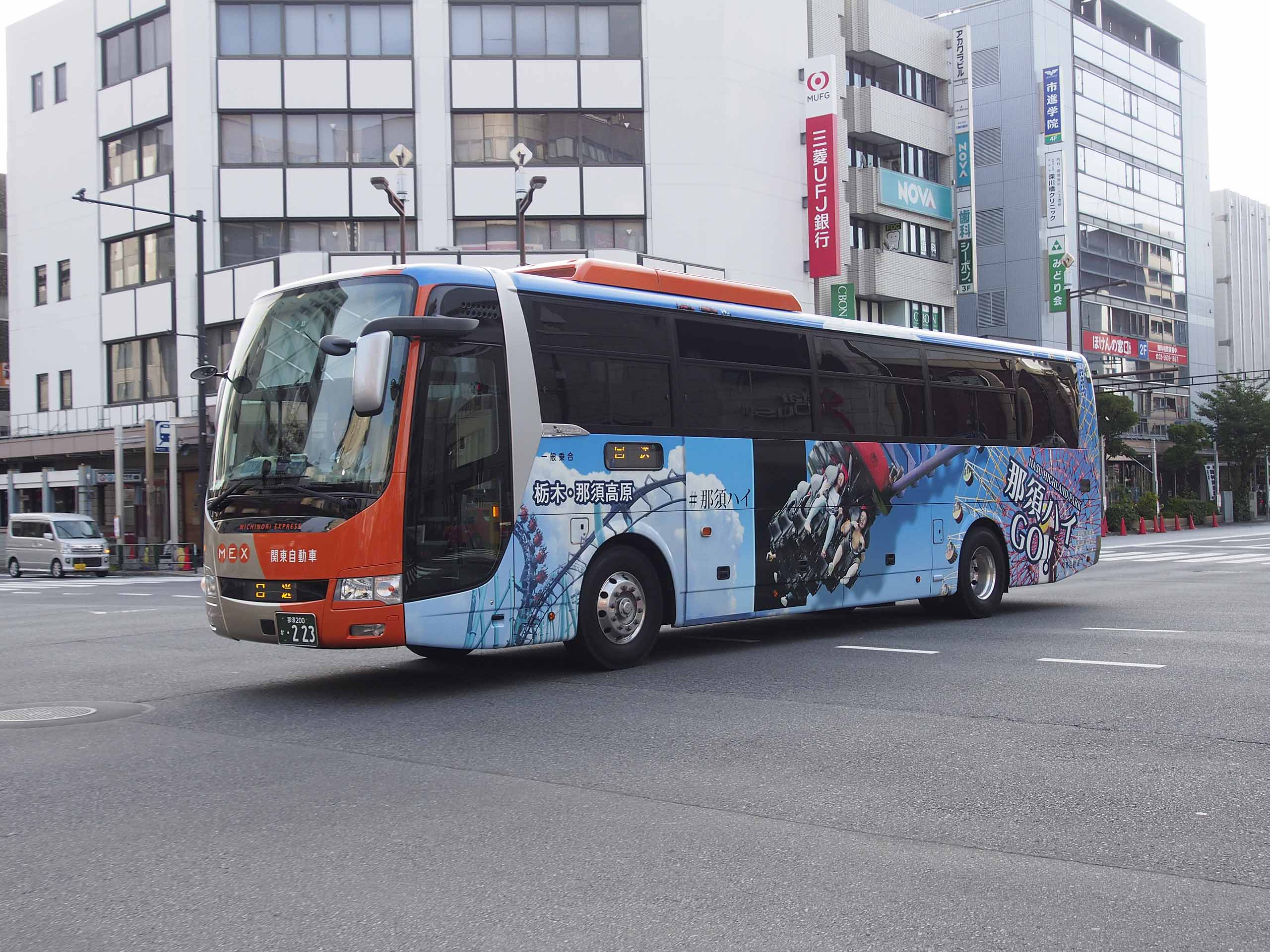
那須ハイランドパークの広告ラッピング車

### ウーピー
平成8年に登場したキャラクターで、設定は「陽気で冒険好き、好奇心旺盛な5歳」。名前の由来は、木を意味する「ウッド」そして「ハッピー」を組み合わせたものである。誕生日は8月31日。

### ナッピー
平成23年に登場したキャラクターで、設定は「少しおませな3歳でウーピーのガールフレンド」。名前の由来は「ナチュラル」と「那須」、「ハッピー」を組み合わせたものである。誕生日は2月26日。

## 交通手段
鉄道の場合
- JR東日本 東北新幹線 那須塩原駅または東北本線（宇都宮線） 黒磯駅からタクシーまたはレンタカーで約30分

車の場合
- 東北自動車道 那須ICから約20分
- 東北自動車道 黒磯板室ICから約30分
- 東北自動車道 西那須野塩原ICから約40分

バスの場合
- 那須塩原駅西口発黒磯駅西口経由で、関東自動車バス「那須ハイランドパーク行」で約60分、土日祝日2往復の運行。
- 東京駅より直通の高速バスも設定されているが、新型コロナウイルス感染症 (2019年)の影響により当面運休中[15]。

## 事故
- 2019年8月5日、ボルダリング型アトラクション「NOBORUNGMA」（ノボランマ）内の「リープ・オブ・フェイス」にて男性客が死亡[16]。当時、勤務6日目だった係員が命綱をつけ忘れ、そのまま梯子を登らせジャンプに至ったことが原因と断定[17]。2021年2月1日に当該アルバイト従業員と現場責任者だった当時の社員が業務上過失致死傷罪で書類送検され[18]、2022年3月10日に在宅起訴された[19]。同年7月4日、宇都宮地方裁判所にて両被告にそれぞれ禁錮1年執行猶予3年の判決が言い渡された[20]。